# Vision Fund
Le Vision Fund ou Softbank Vision Fund est un fonds de placement spécialisé dans le domaine technologique et créé en 2016 par le groupe japonais de télécom Softbank en partenariat avec l’Arabie saoudite.

## Présentation
Avec un budget avoisinant les 100 milliards de dollars, le Vision Fund est le plus important fonds de placement du monde dédié aux technologies.
Spécialisé dans les nouvelles technologies, le fonds d’investissement privilégie des investissements dans les secteurs de l’internet des objets, de l’intelligence artificielle, de la robotique, des applications mobiles, des biotechnologies, des fintechs et des nouveaux modèles économiques basés sur l’exploitation de données,.

## Histoire
Le Vision Fund est créé en septembre 2016 après une rencontre entre le directeur du Groupe Softbank, Masayoshi Son, et le Prince héritier au trône d’Arabie saoudite Mohammed ben Salmane Al Saoud.
Le Groupe Softbank, qui détient plusieurs opérateurs de téléphonie au Japon et aux États-Unis, propose d’apporter au fonds d’investissement de 28 milliards de dollars, dont 8,2 milliards proviennent de la cession d’actions de la société ARM, détenues par le groupe. Le Fonds d'investissement public (PIF) saoudien injecte de son côté 45 milliards de dollars dans le Vision Fund sur cinq ans, devenant ainsi son premier investisseur en termes de volume,.
En mai 2017, le fondateur de Softbank Masayoshi Son annonce la levée de 93 milliards de dollars sur les 100 milliards attendus. La première levée de fonds organisée par le Vision Fund attire des investisseurs privés tels qu’Apple, Qualcomm, ARM, Foxconn, Sharp ou encore Larry Ellison,. La société d’investissement du gouvernement d’Abou Dabi, Mubadala Development Company, contribue également à la première levée de fonds, avec une participation de 15 milliards de dollars.

## Gouvernance
Le Fonds Vision est basé à Londres, où il est géré par les filiales du Groupe Softbank,. Il est dirigé par Rajeev Misra, directeur de la stratégie financière chez Softbank depuis 2015.
Plusieurs noms de la finance ont rejoint le Vision Fund tel que Michael Ronen, co-COO du groupe technologie, médias et télécoms de Goldman Sachs ainsi que Colin Fan, précédemment co-directeur de l’assemblée générale de la banque d’investissement de la Deutsche Bank.

## Principaux actifs
Le Vision Fund commence à être investi par diverses entreprises au cours du premier semestre de l’année 2017, à hauteur de :
- 500 millions dans la start-up londonienne Improbable spécialisée dans les solutions de simulation et de réalité virtuelle[4]
- 200 millions de dollars dans la start-up californienne Plenty spécialisée dans les nouvelles techniques d’agriculture sous serre[12]
- 114 millions de dollars avec Qualcomm Ventures dans la société Brain Corp spécialisée en robotique et en intelligence artificielle[13]

Les investissements notables du SoftBank Vision Fund comprennent : ByteDance, Coupang, DoorDash, eToro, Flipkart, FTX, Fungible Inc., Getaround, Klarna, Mapbox, Nvidia, OneWeb, Oyo Rooms, Revolut, Uber, WeWork.

### Articles liés
- Softbank